# Drosophantis
Drosophantis é um gênero de mariposa pertencente à família Crambidae.